# 光速電神アルベガス
『光速電神アルベガス』（こうそくでんじんアルベガス）は、1983年3月30日から1984年2月8日まで、テレビ東京系列で毎週水曜17:55 - 18:25（JST）に全45話が放送された、東映テレビ事業部・東映動画制作のロボットアニメ。

## 概要
1980年代初頭、様々なアニメ制作会社が『ガンダム』ブーム後を見据え、新たなロボットアニメの方向性を模索していた中、東映も新境地の開拓を目指し、前番組の『機甲艦隊ダイラガーXV』や『百獣王ゴライオン』などを制作したが、作品として満足できる評価は得られなかった。そのため、本作品はロボットアニメの原点に立ち帰る形で企画が立ち上げられ、また玩具オリジナル企画『コンポボーイ』の設定が一部流用された。
ロボットアニメ原点回帰のコンセプトとして、「ゲッター再生」が掲げられ、3体のメカが合体して様々な能力を発揮するロボットになるという「三体合体六変化」のフレキシブルな設定は、ゲッターロボの拡大発展形とも言えるものである。玩具セールスとしては一応の成功は見たものの、玩具での再現性を最重視したため、各形態でのプロポーションがほとんど変わらず没個性的なものになってしまい、大ヒットと言える程にまでは至らなかった。
脚本は酒井あきよしと上原正三の二人がローテーションで執筆していたが、番組終盤では酒井が『ビデオ戦士レザリオン』、上原は特撮テレビドラマ『宇宙刑事シャイダー』と『星雲仮面マシンマン』の準備にそれぞれ入ったため、別の脚本家が執筆している。また音楽は前2作とは異なり『マジンガーZ』などのロボットアニメや、スーパー戦隊シリーズ、メタルヒーローシリーズ など、東映制作の特撮テレビドラマに縁が深い渡辺宙明が担当した。
本作品の終了をもって、テレビ東京を制作局とした東映テレビ事業部企画・八手三郎原作・原案のロボットアニメシリーズも終了。本作品から主要スタッフや、制作体制をほぼそのまま引き継ぐ形で制作された『ビデオ戦士レザリオン』は、制作局をTBSに移して放送された。また本作品の終了後、水曜18時台前半は『マシンロボ ぶっちぎりバトルハッカーズ』（1987年）までの間、再放送枠として扱われた。

## ストーリー
「宇宙の支配者」を自称する軍事組織「デリンジャー」が、地球を征服するべく侵攻を開始した。
青葉学園の学生である円条寺大作、神哲也、水木ほたるら三人は自作の競技用ロボットで立ち向かうも返り打ちに遭ってしまった。
その後、ロボットセンターの設備を無断使用してロボットを戦闘用に改造しようとするが、ほたるの父である水木教授に見つかってしまう。
水木教授は三人のロボットを見て、自らがかねてから構想を練っていたプランを実現すべく、三人にロボットの改造を申し出た。
かくして誕生した三体合体六変化のスーパーロボット・光速電神アルベガスは、デリンジャーの野望を打ち砕くべく激烈な戦いを始める。

## 登場人物

### ロボットセンター
円条寺 大作（えんじょうじ だいさく）
声 - 古川登志夫（次回予告ナレーションも兼任）
αロボを操縦する主人公。青葉学園高等部2年生の17歳。軽薄に見えて根は熱血漢。勉強はイマイチ。
当時の雑誌の付録に掲載された設定資料によると、ロボット製作を得意とし、コンピュータの知識も深いメカマニア。サッカー部のキャプテンであり女子生徒からの人気もあったが、途中から剣道を始め、サッカー部所属という設定は以降触れられない。
戦闘を離れれば雑誌のグラビアを見てほたるの胸を想像したり、35話では宝探しの際に女の子の寝床に夜這いをかけたりとかなりのスケベ。さらには要所要所で恰好が決まらず、五郎に次いでエピソードのオチを担当する事も多い。「ネアカの塊」と敵に言われるほどポジティブな思考だが、ほたる曰く「暗示に弱い」一面もある。また、一度落ち込むとなかなか立ち直れない打たれ弱さもあり、33話では折しも、そこを敵に付け込まれた。ほたるに好意を持っているが、素直になれず反発することも。
神 哲也（じん てつや）
声 - 堀秀行
βロボを操縦するクールでニヒルな男。一見孤高の若者に見えるが、歳相応の繊細でナイーブな一面も持つ。17歳で、大作達とは唯一別のクラスである。両親は幼少の頃に宇宙ステーションの事故で死別し、家族は離島で医師をしている姉のみ。青葉学園の学生寮で暮らしているが、2話ではゴミの山のような散らかりようだった。
体格差が大きいレプロイド兵士と生身で互角に戦うなど格闘に長けている。小さい頃は孤児だからという理由だけでいじめを受けていた。
初期設定では大作と同じくほたるに好意を持っているが、決して口には出さないと書かれていた。34話でデリンジャー所属であるジュリアと相思相愛になるが、悲恋に終わった。生年月日は辰年の7月17日。
水木 ほたる（みずき ほたる）
声 - 鶴ひろみ
γロボを操縦する紅一点。水木教授の一人娘で、才色兼備の優等生。勝気でお転婆な性格。16歳で、大作と五郎と同じクラスに所属している。テニス部のキャプテンであり、その姿は全校男子生徒のマドンナと言われる程。
母親とは幼い頃に死別しており、記憶が曖昧なためにデリンジャーの作戦に引っかかってしまい涙したことも。また、作中で最もデリンジャーの罠に陥り、催眠状態にされてしまうことも多い。大作と哲也に好意を持っているが、五郎は眼中にはない模様。
熊井 五郎（くまい ごろう）
声 - 塩屋浩三
ゴリロボのパイロット。大作達と同じクラス。口調は怪しげな関西弁だが、関西出身かどうかは不明。実家は豆腐屋で、店を手伝って稼いだ金でゴリロボの強化費を捻出する苦労人。因みに父子家庭で、父親も関西弁を喋る。
青葉学園柔道部の主将で黒帯だが、個人的な理由があったにせよ白帯のほたるに投げ飛ばされたり、プロレスジムのオーナーに「とんでもないアホ」「（格闘技の）才能が無い」と言われたり等、その実力は未知数。基本的にほたる一筋で、31話では「ほたるちゃんのためやったんやで」と公言したこともあり、彼女に見合った男になろうとロボット工学を勉強する努力家の側面を有する。しかし、そのコミカルな言動のためか、なかなかほたるに思いが伝わらない。大作と哲也との友情も厚く、哲也に泥棒の嫌疑がかかった際には身代りになろうとした。
彼の勇気ある行動はまちがいなく地球平和に貢献しているが、発売された「アルベガス大百科」に一人だけ載らなかったことを根に持ち、三人がテレビ出演した時には乱入して出演した。天丼が好物であることが32話で語られている。12話の事件でトラウマとなり、鯨は苦手。
水木教授（みずき）
声 - 蟹江栄司（オープニング及び本編一部ナレーションも兼任）
ロボットセンターの所長で青葉学園大学部の教授。ほたるの父でフルネームは不明。デリンジャーに唯一対抗できるアルベガスの開発者だが、秘密保持のためには非情な判断を下し、また自らが犠牲になることも迷わない。地球の平和以上に最前線で戦う四人の身を案じており、大作が一時的に失明した際にはアルベガスの引き渡しに応じようとしたり、デリンジャー要塞内部への突入しか手がない状況で出撃を却下し、東京壊滅の危機を見過ごそうとしたりした。
基本的に冷静だが根は慌て者だと自覚しており、自身の誕生日パーティの席で靴下の履き間違いを指摘され赤面したことも。助手の彩子とはほたるも認める相思相愛の仲で、17話にて紆余曲折の末に婚約、デリンジャー全滅後に結婚している。
ロボットアニメの司令官格は老年期頃の年齢のことが多いが、水木教授は｢ナイスミドル｣「美中年」とされる年齢である。
朝吹 彩子（あさふき さいこ）
声 - 川島千代子
水木教授の助手兼秘書。教授のかつての教え子。カタパルトゲート管制やアルベガスの無人発進、ウイングブースターの発進操作など司令室におけるあらゆる実務サポートを行う。
水木教授とは相思相愛であり、かつての恋人で五年前に死去している田代玉三郎に変身したオフィサーが現れた時にもその想いは揺るがなかった。しかし、17話、レプロイド兵士の変身体で十年以上前に病死したはずの水木霧子が現れた際には、デリンジャーとの交戦状態下であるにもかかわらずヨーロッパへ傷心旅行に出ようとした。万が一の為に教授に発信機能付きのネクタイピンを渡したり、恩師に変身したミラーゼロを見抜くほど洞察力に優れている。17話にての騒動の末にほたるの懇願で正式に婚約、終戦後に教授と結婚している。

### 青葉学園
木美 ダン子（きび ダンこ）
声 - つかせのりこ
大作達のクラスの担任教師で国語担当。教師生活15年のベテラン。大作と五郎からは「きび団子」と呼ばれている。
自分では「グラマー」な体型と言っているが、デリンジャーには32話で「串団子のような三段腹の女」「蛸、つまりオクトバシーのような女」などと手厳しい評価をされている。何度かデリンジャーが化けた色男に惚れたり、興味が無い教頭に言い寄られたりと、男運は無い模様。
デリンジャー製の強力な即効性睡眠薬の効きが異常に遅かったり、普通なら死んでいる高さから落下してもピンピンしているなど、デリンジャーを絶句させるバイタリティの持ち主。容貌の割には自己陶酔気味な言動が多く、周囲を振り回すこともしばしば。しかし、教育にかける情熱は本物であり、最終決戦時も壊滅した東京から逃げなかった。
教頭
声 - 野本礼三
青葉学園の教頭。キャラクターのイメージは穂積隆信。ダン子先生に惚れており、常にアプローチをかけたり隙を見ては抱きつく(第1話では胸を両手で鷲掴みにする)など油断ならない性格。終盤、デリンジャーの侵攻のため疎開していたが、ダン子先生の言葉を思い出しアルベガスの帰還に駆けつける。
校長
声 - 佐藤正治
青葉学園の校長（学園長）。温厚な性格をしており、2話ではダン子先生に意見を押し通されたことも。終盤にはほとんど登場しない。

### 大作たちの親族
円条寺 好造（えんじょうじ こうぞう）
声 - 戸谷公次
円条寺家の大黒柱であり、祖父の代から続く塗装店の二代目。喧嘩こそするが大作との仲は非常によく、ミラーゼロに吹き込まれた「学園で戦争を教えている」という嘘に騙され「学園をやめさせる」と教頭に掴みかかるなど家族思い。
持病にギックリ腰持ちであるため、仕事の依頼が入っている状態でなってしまった場合、登校日だろうがプライベートな予定があろうが大作に仕事を任せることもしばしば。申年生まれのため犬は嫌いだったが、36話の夏子の家出騒動の際に考え直した。
円条寺 みどり（えんじょうじ みどり）
声 - 川島千代子
大作達の母。三児の母とは思えないほど若々しい風貌。やや怒りっぽく、大作だけではなく夫の好造もそれを恐れている。アルベガスで戦う大作を信頼しており、最終決戦時にアルベガスの撃破という最悪の事態が頭をよぎった好造を、夏子と共に怒鳴りつけている。
円条寺 次郎（えんじょうじ じろう）
声 - 間嶋里美
大作の弟。天体観測を趣味とし、宇宙人への興味も深い。そのためかデリンジャーの襲来直後は笑えないジョークを発したことがある。
兄をからかうのが一番楽しいと思っているが、当の大作がオフィサーの変身体である家庭教師に凄惨な目にあわされた際には、学園からテストの問題用紙を盗み出そうとしたなど兄思いでもある。
円条寺 夏子（えんじょうじ なつこ）
声 - 鈴木富子→渡辺菜生子
大作と次郎の妹。将来は青葉学園に入学したいと思っている。36話で、父母が見ていたドラマの話を自分のことだと勘違いし、さらに大作の冗談を真に受けて「自分はデリンジャーの捨て子」だと思って家出したことがある。コロという名の捨て犬を拾い、家出騒動を経て飼うことを認めてもらった。
神 律子（じん りつこ）
声 - 高木ゆう子
哲也の姉かつ保護者。春根島の診療所に勤める医師。過去に弟がいじめに遭っていたため、いじめられている子どもを見ると放っておけない模様。
水木 霧子（みずき きりこ）
ほたるの母。十年以上前にこの世を去っている。当時幼かったほたるは母の死際をよく覚えておらず、デリンジャーの偽物作戦に簡単にだまされてしまった。夫である水木教授に「ほたるが結婚する時のために」と、形見である結婚指輪を託していた。

### デリンジャー
総統アザス
声 - 蟹江栄司
デリンジャーの地球侵攻部隊の初代総指揮官。設定によると座した状態で頭頂まで15m、立てば20mを越える巨人。劇中、仲間割ればかり起こす大幹部達に団結してのアルベガス撃破を命じた。
作戦情報を漏洩させ、アルベガスの拠点襲撃計画を失敗に終わらせた「偉大なるデランの使者」を名乗るバイオスがデランに護られていることと、ダストン将軍の戦死などで身を持ち崩し、寝たきりの描写が多くなる。最終作戦としてデリンジャー要塞を地球に降下させ東京壊滅を狙うが、アルベガスに内部へと侵入され自らメカファイターに搭乗し攻撃に出るが、サンバイ剣で撃破され戦死した。
ダストン将軍
声 - 佐藤正治
地球侵攻軍の初代将軍。オカマ口調が特徴。作戦のツメが甘く、油断から敗北を重ねる。カタストラ指揮官と組むことが多いが、必要があれば仲の悪いダイム参謀と共同作戦を組むこともある。
27話にて地底掘削機能を持つメカファイターでロボットセンターを襲撃し、アルベガス共々壊滅させることに成功するが、それは罠であり本物のアルベガスと対決することとなってしまう。サンバイ剣の攻撃で仮面が割れ顔を負傷し、それを気にしていたために撃破され戦死する。
カタストラ指揮官
声 - 戸谷公次
その昔はカシオペア座一帯を荒らし、星間警察すら手を焼く宇宙海賊ギジルの「息子」で、「カシオペア・ハリケーン」の異名を持っていた。ダストン将軍と共同作戦を行うことが多く、ダイム参謀を良く思っていないのも共通。
バイオス暗殺依頼に失敗し死亡したギジルの仇打ちのため、かねてより考えられていたバイオス抹殺を実行するが、アザス達に裏切られその全責任を負わされてしまう。それに逆上しアザスに斬りかかるものの、側兵に逆に斬殺されてしまった。なお30話でミラーゼロが、カタストラについてダストン、アザスと同様アルベガスに倒されたとバイオスに進言しており、デリンジャー内部ではアルベガスとの戦いでの戦死という事になっている。
元々荒くれ者が嫌になりデリンジャーに入ったが、裏切りと策略うごめく組織に失望しギジルの跡を継ごうと画策するも叶わなかった。
ダイム参謀
声 - 野本礼三
デリンジャー最高位の参謀。他の大幹部とは異なりローブを纏った姿をしている。何万年も生き続けその間に見た戦いを全て記憶するデリンジャーの知恵袋であるが、陰険な性格をしており、初期にはダストン将軍とカタストラ指揮官から嫌われていた。
最終決戦時、バイオスの命を受けミラーゼロと共にデリンジャー要塞でロボットセンターを強襲。地上施設を壊滅させ勝ち誇るミラーゼロに対し、「兵が実際に乗り込んで占領しなければ真の勝利ではない」と説き、実際に兵を連れセンターを占領した。その後、デランの死と共に消滅した。
ミラーゼロ情報官
声 - 間嶋里美
デリンジャー大幹部唯一の女性。情報指揮官でアルベガスに関連する各種情報の収集のほか、自ら作戦行動やメカファイターの操縦もする。だがモニター監視中の大作が着用していたふんどしが水泳中にほどけた際には「見てはいけないものを見てしまった！」と目を背けたり、大作を暗殺しようとした際に次郎と夏子にペンキを投げつけられ悲鳴をあげて逃げ出すなど、女々しさはある。
最終決戦時にダイムと共にロボットセンターを占領し水木教授を人質にするが、デランの死に伴いダイムと同じく消滅した。
新総統バイオス
声 - 柴田秀勝
26話にて「偉大なるデランの使者」として登場した地球侵攻部隊の2代目総指揮官。アザスたちが計画したアルベガスの拠点襲撃をロボットセンター側に漏らし、作戦を失敗に終わらせた。
ユニコーンに似た宇宙生物に跨り、小惑星帯という地の利を生かし刺客の宇宙海賊を全滅させるなど、実力と知略の両方に優れた武人。28話にてカタストラ指揮官の罠にかかり死亡したと思われたが、アザスの死と共にダリー将軍と新要塞を引き連れ新総統に就任した。チェスを趣味とし、「戦いとは本来美しく、楽しいもの」という信念を持って地球侵略に乗り出した。最終決戦時には自らメカファイターに乗り、岩で身を固めた巨人でアルベガスを苦しめるが、サンバイ剣に斬られ戦死した。
ダリー将軍
声 - 佐藤正治
バイオスの新総統就任と同時に着任したダストン将軍の後任。甲殻類型の鎧をまとった独特の外見をしている。要塞内のレプロイド兵士全員と剣術の稽古をつけ、誰一人とて敵わなかったほどの武闘派。
溺愛する一人娘のジュリアが戦死した時からアルベガスへと復讐を誓うが、ミラーゼロとダイムの考案した処刑作戦からほたるを救出し心境に変化が訪れる。地球上でのアルベガスとの決戦時に追いつめたものの、トドメを刺すのに躊躇したため裏切り者と判断されオフィサー機に乗機を破壊され瀕死の重傷を負い、ロボットセンターに収容される。デランへの忠誠のために絶対安静にも拘わらず行動しアルベガスの爆破を行おうとするも、ジュリアの幻影に説得され、デリンジャーの秘密を吹き込んだマイクロ・テープを残して失血死した。
オフィサー
バイオスとダリーが着任して以降、直接の作戦任務にあたるレプロイド兵士。基本的に各話に登場する順に番号がふられている。43話では複数のオフィサーが登場し、ダリー将軍が裏切ったと判断された際に一斉に襲い掛かったが、逆に全滅させられた。
ジュリア
声 - 三田ゆう子
ダリー将軍の娘。鎧を着込んだ父親とは異なり、普段から人間と変わらない風貌を持つ。
デリンジャーの基準で成人を迎える年齢(17歳)だが、「ここにはない青春を探したい」という理由で夜な夜な宇宙艇を無断使用して地球に降りていた。降り立った先で哲也と惹かれあうが、それがミラーゼロによってバイオスらに伝えられており、ダリー家の名誉のために出撃を志願する。アルベガスと遭遇した際、哲也の乗るベータロボにだけは攻撃できずにいたが、その結果アルベガスに合体されてしまい乗機を撃破され戦死。死の間際に「これでよかった」とつぶやいていた。その後もダリーの回想としてたびたび登場し、最後は幻影となって父を説得した。
偉大なるデラン
声 - 佐藤正治
デリンジャーの最高指揮官にして主。宇宙全土の侵略を行うと同時に、地球を侵略し生命エネルギーが尽き星の寿命が目前に迫るデラン星を捨て移民を企てていた。作品序盤では地球侵攻軍の失敗に非常に寛大な対応をしていたが、デラン星の終わりが近く、多数の領土惑星にて反乱が発生した際には焦りを隠せなかった。
その肉体は幽体エネルギーで構成されており物理的な攻撃は全く通用しなかったが、サンバイ剣ウルトラパワーを浴びせられ、直後のサンバイ剣に斬られ消滅した。そしてそれとともに、ダイムやミラーゼロたち他のデリンジャーもすべて消滅した。

## 光速電神アルベガス
円条寺大作の機動性の高いαロボ、神哲也の飛行能力のあるβロボ、水木ほたるの水中戦の得意なγロボが合体したスーパーロボット。全高40メートル、重量は1200トン。最高速度はМ1。なお、各ロボは25メートル、重量は400トン、最高速度はαはM3でβとγはM2。
元々は3人が作製した競技用の教材ロボットで、水木教授によって大改造が施され生まれ変わった。ゴリロボを除けば地球上でデリンジャーに対抗できる唯一の戦力であり、同時にデリンジャーがアルベガスの破壊を最優先目標とする理由である。機体は非常に強固であり、破壊されることは決してない。
水木教授独自の理論によって造られたらしく、劇中でアルベガスに匹敵するロボットを造ることができない理由でもある。一度国際会議で「アルベガスだけでは地球を守りきれない」と理論を公表しようとしたが、ミラーゼロが潜入していたのが発覚したため公表どころではなくなってしまった。
3機のロボが「ゲット・ディメンジョン」のコールで合体後、作中の表現で「変身」することで以下の6形態をとる(各形態の速度設定は、コンプリートDVD VOL.1ブックレットP5～6の解説より)。
デンジンディメンジョン（デンジン・アルベガス）
頭からα、β、γの順に合体した、地上戦に特化した形態。「光速電神アルベガス」とはこの形態を指す。基本性能は全体的に他の形態よりかなり上である万能型。速度マッハ15。
マグマディメンジョン（マグマ・アルベガス）
頭からβ、γ、αの順に合体した、地中や灼熱の環境下での戦闘に特化した形態。デリンジャー要塞の推進器に飛び込んでも平気なほど耐熱に優れている。速度マッハ5。
マリンディメンジョン（マリン・アルベガス）
頭からγ、α、βの順に合体した、水中戦に特化した形態。γロボの特徴を引き継ぎ、最もパワーファイトを得意とする形態。速度マッハ5。
スペースディメンジョン（スペース・アルベガス）
頭からα、γ、βの順に合体した、宇宙航行と戦闘に特化した形態。速度は秒速54キロ。なお、この形態に合体しなければ宇宙を航行できないという訳ではなく全形態・各ロボ単体での大気圏脱出・宇宙航行が可能である。
スカイディメンジョン（スカイ・アルベガス）
頭からβ、α、γの順に合体した、空中戦に特化した形態。速度マッハ11。
レスキュー（ガード）ディメンジョン（レスキュー（ガード）・アルベガス）
頭からγ、β、αの順に合体した、救助作業と防御を主目的とした形態。一部の媒体ではガードディメンジョンと表記された。速度マッハ5。
各機はロボットセンター内のカタパルト・ゲートから発進する。この発進ゲートは複数存在し、29話ではデリンジャー要塞の侵攻で津波が発生したため、通常とは異なるルートで発進した。司令室からの操作で無人発進が可能。

### 合体プロセス
3体のロボットが各々脚部とそれ以外に分離、積み重なるように合体する。合体する際には頭部になる機体のパイロットがメインパイロットになる。
合体する際には、一番上になるロボットが頭部から胸部と腕部および脚部が大腿部となる。真ん中のロボットが腹部と脚部の脹脛から踵、一番下のロボットが腰部と脚部の膝から爪先となる。腹部と腰部に変形するロボットの腕部は後方に折り畳まれ、バックパックとなる。胸と腰になるロボは腕の接続側から両側へ全体が引き出され、肩幅と腰の幅が広がる。
合体もしくは変身開始はコンソール左側にある専用のレバーを引くことによって行われる。1話と2話では「右から四番目のボタン（RXボタン）を押す→エンジン出力全開→左上のスイッチを押す→右下のレバーを引く」手順を踏まえていた。
各部の合体は完全手動で、チームワークが乱れていたり妨害に遭うと合体に失敗する場合がある。しかし一度合体してしまえば後は問題ないらしく、その後は変身や分離を自由に行っている。

### 必殺技
デンジン・サンバイ剣
正式名称「プラズマセラミック・サンバイ剣」。全長26メートル。宇宙で最も硬い材質であるセラミックブレードで構成され、デンジン・アルベガスが呼び出すとα・β・γ各ソードが合体して出現する。
プラズマ増幅器で増幅されたエネルギーを供給すれば切れ味が9倍に跳ね上がるが、エネルギーが尽きると消滅してしまう。作中にてこれに勝る武器は存在せず、デリンジャーがアルベガスを恐れる最大の原因となっている。16話ではスカイ、44話・45話ではスペース・アルベガスも使用していたが、45話以外は作画ミスである。
キメ台詞は「この美しい地球を悪魔の手で汚す者は許さない！光速電神アルベガス！」、11話と20話の二回だけ「今、青春まっただ中！」と大作が付け加えている。月面での戦闘だった8話のみ、「この美しい宇宙を～」となっていた。作品後半では省略することが多かった。
サンバイ剣ウルトラパワー
最終決戦時の45話に、幽体エネルギーで構成された偉大なるデランに対し使用。アルベガスを構成する3機のα・β・γエネルギーをサンバイ剣に照射し、虹色の光線を浴びせた。これによってサンバイ剣での切断が可能となった。
デンジン六変化
第6話・第10話にて使用。連続変身を繰り返して敵を撹乱する。
6話ではメカファイターから離れる際に使用、デンジン→スカイ→マリン→デンジンへと連続変身した。10話での呼称は「幻影ディメンジョン」で、ダン子先生が人質に取られていたため撹乱しながらの連続攻撃を行った。

### 共通武器
手首からの光線
αロボ、βロボ、γロボ共通の武器。光線によってはそれぞれ異なる呼ばれ方がされる。
デンジンキック
飛び蹴り。
デンジンカンフー
ヌンチャクとしての使用が可能なトンファー、主にβロボ系が使用する。先端から「デンジンクロス」という矢頭状の武器を発射可能。
デンジンアロー
当時の雑誌特集では「デンジン・プラズマアロー」と紹介されているものがある。本体は下側を収納し、アロー剣として使用可能。主にマリン・アルベガスやγロボが使用し、合体時にはメカファイターを撃破するだけの威力を持つ。そのままブーメランとして使えるほか、弓を二等分して投擲武器としても使用可能。
デンジンカッター
投擲用のカッター、変形により下記のデンジンランサーとなる。
デンジンランサー
大型の槍。主にαロボが使用。
デンジンブーメラン
デンジンカッターをブーメランとして投げつける武器。

### 個別の武器

#### αロボ
αソード
サンバイ剣の柄と刀身の下半分を構成する剣。他の二人とは異なり、大作は明確に「αソード！」と発音している。

#### βロボ
βソード
サンバイ剣の刀身の中間部を構成する剣。出現時の発音は「βスウォード」にも聞こえる。
βランサー
専用の槍。デンジン（α）ランサーとは形状が異なる。
βナックル
ミサイルパンチと同一、ただし拳のみを発射する場合もある。
プラズマシャワー
8話にて使用。バックル部から放射する光線で照射対象への電波を遮断する。γロボに使用し、催眠電波で操られていたほたるを失神させた。
βドリル
拳を収納して引き出すドリル。地底を掘り進む用途のほかにミサイルとして使用可能。

#### γロボ
γソード
サンバイ剣の上半分剣を構成する剣。出現時の発音は「γスウォード」と明確に発言している。
γナックル
ミサイルパンチと同一。ただ殴るだけの時に叫ぶこともある。
γシュート
機体の意匠と同じ「γ」型（この記号ではない）の光線を投げつける。35話で使用。
γビーム
額の「γ」マークから発射される同形の光線。

#### デンジン・ディメンジョン
ミサイルパンチ
いわゆるロケットパンチ。ただし発射するのは拳部分のみ。第1話では不完全ながら鋼鉄ジーグ型の組み手タイプも披露している。
ミラクルビーム
額の「α」マークから発射する同形の光線。αロボの状態でも使用。7話では両拳からの光線となっていた。
デンジン・フルパワー
アルベガスファイヤー
マスク部から発射される火炎放射。10話で使用。
磁気性煙幕
レーダーを麻痺させる黒色の煙幕。16話で使用。
ミサイル
胸部の六角形パーツが開いて三連装の小型ミサイルを発射する。作品後半にて使用される。
デンジンハーケン
32話、36話、44話で使用。取り出してから短時間で破壊されるかませ犬のような扱いである。
デンジンプラズマ
34話で使用。胸から発射する電磁光線。ほたるが呼称。

#### スペース・ディメンジョン
レーザーライフル

#### スカイ・ディメンジョン
スカイショット
41話にて使用。ダメージは与えられなかったが、飛びかかってきたメカファイターを吹き飛ばした。
スカイミサイル
胸部から発射する三連ミサイル。29話にてデリンジャー要塞への攻撃に使用したが、全く通用しなかった。

#### マグマ・ディメンジョン
マグマカッター
12話にて使用、リング状の光線を両腕で作りだして敵に投げつける。
マグマハープーン
12話にて使用した鎖付きの錨。右腕から光線状に発射され、途中で実体化した。
マグマビーム
16話と27話にて使用した光線。前者は両手首から、後者は胸部から発射した。
フラッシュブーメラン
追加装備。ブーメラン型の光線を敵に投げつける。βロボも形状は異なるが同種と思しき光のブーメランを多用している。

#### マリン・ディメンジョン
デンジン必殺パンチ
3話にて使用したマリン・アルベガスのパワーを生かしたパンチ攻撃。ただし作画ミスでレスキュー（ガード）・アルベガスとして作画されている。
マリン・フルパワー
12話で使用。マリン・アルベガスの最大出力。
マリンナパーム
12話にて使用。クジラ型メカファイターを焼きつくそうとしたが、大作が五郎が内部に捕まっていると指摘したため命中させなかった。
拳型の光弾
27話にて使用、他のミサイルパンチと同じ効果音で白色の光弾を発射した。
ミサイル
38話にて使用された追加装備。バックパックになっているαロボの腕の先端から大型ミサイルを発射する。

#### レスキュー（ガード）・ディメンジョン
バリアー

### その他のメカ
ジェットα・β・γ
大作・哲也・ほたるが通学用に自作した小型ジェット機。特に武装は施されていない。アルベガスへの搭乗には本機を使用する。3機が合体してスーパーアベガとなる。
ニュージェットα・β・γ
第14話で初登場した、水木教授設計の搭乗用戦闘機。各々のジェットが全高4.5mサイズの「ジェットロボ」への変形機能を持ち、敵の撹乱やアルベガスが入り込めない場所での破壊活動に重宝された。通学用に設計された旧ジェットと異なり各機ともにレーザー砲を装備している。3機が合体してニュー・スーパーアベガとなる。
ニュー・スーパーアベガ
ジェット三機が合体して完成する大型戦闘機。全長9m・重量4.7t・速度マッハ15。危険区域からの離脱などに向く。体当たりによって要塞の壁を突き破ったり、地面を掘り進むシーンも見られる。なお、新旧アベガともに無人発進が可能。
スーパーウイングブースター
29話にて初登場した、宇宙空間における超超距離航行の為に開発されたオプション装備。ウイングブースター本体とサブロケット二基で構成される。
本来はスペース・アルベガス専用だが、同じくγロボが腹部となるマグマ・アルベガスにも装着可能で、初登場時にはマグマに装着してデリンジャー要塞へと突入した。
発進は司令室からの完全制御で、システムロックされると水木教授か彩子しかロックを解除することはできない。

### ゴリロボ
熊井五郎が作製した競技用ロボット。マジンガーZにおけるボスボロットのポジション。全高20メートル。ディーゼルエンジンにて駆動していることが7話で判っている。そのパワーは体格差が倍もあるアルベガスを持ち上げ、数百メートル先と思しき沖合に投げ飛ばす程。
第3話のコクピット内の画像ではキャプテンハーロックのブロマイドが貼られていた。
武器は背中のカゴに入れた日本刀・のこぎり・棍棒・鎌・ヌンチャク・槍・ハンマー・スコップの七つ道具だけだが、7話では購入したミサイル、というより投下型爆弾を使いアルベガスを救った。
劇中ではメカファイターに有効打を与えることはできないが、アルベガス到着までの時間稼ぎなどで活躍しており、15話では水木教授を救出している。大作達も「ゴリロボがいなかったらアルベガスはやられていた」と何度も公言している。
最終決戦である45話にてロボットセンターの防衛に就き奮闘するが、レプロイド兵士の手投げ弾を受け大破してしまった。
正式名称を「ゴリランIII」と紹介している書籍などがあるが、劇中では一切その名称で呼ばれないため詳細は不明。

#### 必殺技
ゴリロボ・イチバイ剣
棍棒で殴るだけ。28話、効果は薄かったもののアルベガスに攻撃のチャンスを与えた。
ゴリロボ・エレクトリック噛みつき
30話にて見せた必殺攻撃。メカファイターに噛みついて放電攻撃を行う。その不意打ちはアルベガスに逆転のチャンスを与えた。

## 用語
青葉学園（あおばがくえん）
劇中にて大作たちが通い、水木教授やダン子先生が務めている教育機関。受験勉強やエリート意識などとは無縁の自由な校風を特徴とする。作中で描かれた範囲はごく一部に留まっているが、設定上では幼稚園から大学までを網羅した超巨大校とされている。
富士山麓にあるため通学手段は様々で、三人のように自家用ジェット機で通学する生徒もいる模様。寮完備であり、哲也はその「青雲寮」に住んでいる。競技用巨大ロボットを生徒に作らせており、世界ロボット競技にて入賞を総取りするなど、生徒の水準は高い。恒例行事として、夏休み後半に開催されるロボット大相撲がある。
広大な学園都市を有し、ロボットセンターもその近辺に存在する。
ロボットセンター
水木教授が政府からの援助を受け運営している総合研究施設の中枢機関。青葉学園都市に隣接した湖の畔に施設を構えており、地下には広大な施設が広がる。
アルベガスの拠点として機能しているが、他作品と異なり防衛設備はなく、敵の攻撃には弱い。終盤では武装化しており、デリンジャー要塞の攻撃に四門の砲台で対抗していた。中央施設のロボット研究所には、アルベガス格納庫へと繋がる各ジェットの専用通路が存在する。
地下施設の中でも、司令室やアルベガスのカタパルト・ゲートが存在するエリアには厳重なセキュリティシステムが幾重にも存在し、ミラーゼロが侵入を断念するほど。
円条寺塗装店（えんじょうじとそうてん）
大作の実家で、二代続く伝統ある店である。店舗である倉庫と「えんじょうじ商店」のある自宅とは隣接してつながっている。1話ではジェットαの離陸時に機材などが倒れてくる描写がある。ビルの塗装など多様な塗装業務をしている。ミラーゼロの作戦の一環で作業車が事故を起こしたことがある。
デリンジャー
宇宙の支配者を自称する巨大軍事組織。偉大なるデランを最高指揮官に、宇宙全土を支配下に置こうと活動している。
全デリンジャーはデランの運命共同体と言える存在で、デランが死亡した場合、全てのデリンジャー関係人物や物質は自然消滅する。地球に固執するあまりアルベガスにことごとくメカファイターや建設した要塞を破壊され、さらに43話ではアンドロメダに存在するギブリン星やマゼランのガルパコス星など占領地七つをはじめとして、全土にての反抗が開始されるに到る。
最終的にアルベガスによってデランが討たれ、デランから供給されるエネルギーが途切れ全滅した。
メカファイター
デリンジャーの主力機動兵器。雑誌付録の資料には「さまざまな宇宙生物をベースにサイボーグ化した」と書かれているが、実際には完全な機械製が大部分を占める。地球侵攻軍の本部であるデリンジャー要塞内の工場で製造され、地球への出現時には何もないところから唐突に出現したり、何かしらのデリンジャー製の建造物の中から出現する。
有人機と無人機があり、有人機にはレプロイド兵士のほかに最高幹部もたびたび搭乗する。装甲はサンバイ剣にたやすく切り裂かれるが、剣などの武器は鍔ぜり合いでサンバイ剣を防げる模様。
なお主題歌の2番の歌詞では「マシンファイター」と呼称されている。
レプロイド兵士
細胞培養によって生み出されるデリンジャーの一般兵士、科学者タイプも存在する。名称は複製人間（レプリカント）と人造人間（アンドロイド）の合成語。
感情はほとんど持っておらず、生きた武器として酷使された上に破棄される存在。しかし、要塞建設の時に効率向上のため人間と同等の知性を持たせた結果、11話では数体の脱走者を出したことがある。
春根島
哲也の姉、律子が務める診療所がある小さな島。4話の怪物騒動や、18話で付近の海底にデリンジャーの要塞が建設されるなど、たびたびデリンジャーによる被害を受けている。
国防軍（国際防衛軍）
地球規模の防衛組織。デリンジャーの侵攻に対し戦闘機隊や戦車隊を展開して対処しようとしたが、ことごとく敗退。終盤である43話の段階ではもはや戦力が残っておらず、アルベガス以外での地球防衛を放棄せざるを得なくなってしまった。
アルベガス大百科
13話にて登場したアルベガスの資料本。駅前で売っているほどのベストセラーであるらしい。
アルベガスの合体操作や、それまでに放映された話でデリンジャーが展開した作戦、パイロットなどの詳細情報が載っているが、拠点であるロボットセンターや、ゴリロボは掲載されていない。前者は機密保持のためである。
五郎はゴリロボが載っていないことに憤慨し、なぜか出版社ではなく大作達に文句を言いにきた。
デランの涙
偉大なるデランが年に一度だけ流す液体。洗脳効果があり、ミラーゼロが青葉学園の校長室と体育館の冷房装置に仕込んだ為、家庭の事情で遅刻した大作以外の高等部全生徒・職員が洗脳された。ただし効力は12時間しかなく、また電気ショックでも洗脳効果が解除される。
デラン星
全能の神と言われる偉大なるデランが居る、デリンジャー軍団の力の源。生命エネルギーが尽きかけ、星としての寿命が尽きる寸前であり、そのためデリンジャーは生命エネルギーが潤沢な地球を侵略しようとした。本来は我々が存在する宇宙とは反対側に存在する異次元空間に存在し、現在のアルベガスでは攻撃は不可能だったが、焦ったデランが星を移動させたため地球近傍のポイントRXに出現した。
最終的にアルベガスにデランが倒されたことにより、大爆発を起こして消滅した。

## スタッフ
- 企画 - 小野耕人（東映）、及部保雄、富田泰弘（東映エージェンシー）、小湊洋市（東映動画）
- 原案 - 八手三郎（連載誌 - 『テレビランド』、『てれびくん』）
- 音楽 - 渡辺宙明
- キャラクターデザイン - 影山楙倫（カナメプロ）
- メカニックデザイン - 大畑晃一、ひおあきら、小原髪夫（カナメプロ）
- デザイン協力 - 原田吉郎[注釈 8]
- 企画協力 - 秋野紅葉（Y&K）
- 美術設定 - 辻忠直
- シリーズディレクター - 森下孝三
- 製作担当 - 蕪木登喜司
- 制作 - 東映、東映エージェンシー、東映動画[注釈 1]

## 主題歌
主題歌
2曲とも、作曲は渡辺宙明、編曲はいちひさし。
オープニングテーマ - 『光速電神アルベガス』
歌 - MoJo、こおろぎ'73 / 作詞 - 上原正三。
歌詞の冒頭は、「ガンガン」と連呼する特徴的なものとなっている。オープニング映像のスーパーアベガの登場カットは、物語の展開に合わせて途中からニュースーパーアベガのそれに変更されているが、CSでの再放送及びDVDでは全話ともニュースーパーアベガのカットに統一されている。
エンディングテーマ - 『若さのフォーメーション』
歌 - MoJo、こおろぎ'73 / 作詞 - 酒井あきよし

## 挿入歌
いずれも作曲は渡辺宙明、編曲は高橋洋一。
『戦いに赴く前に』（34、42、44話の戦闘シーンに使用）
歌 - MoJo / 作詞 - 酒井あきよし
『午後のシルエット』（未使用）
歌 - 松木里江 / 作詞 - 冬杜花代子
『SPARKLING MOMENT』（未使用）
歌 - こおろぎ'73 / 作詞 - 冬杜花代子

## 放送リスト
| 話数   | 放送日         | サブタイトル               | 脚本                  | （絵コンテ） 演出       | 作画監督 | 美術       |
| ------ | -------------- | -------------------------- | --------------------- | ----------------------- | -------- | ---------- |
| 第1話  | 1983年 3月30日 | 青葉学園の勇者             | 酒井あきよし          | 森下孝三                | 影山楙倫 | 辻忠直     |
| 第2話  | 4月6日         | 燃えろ! アルベガス         | 酒井あきよし          | 佐々木正光              | 金子一   | 窪田忠雄   |
| 第3話  | 4月13日        | 狙われた青葉学園           | 酒井あきよし          | （山内重保） 伊東政雄   | 金子育教 | 窪田忠雄   |
| 第4話  | 4月20日        | ぼくの宇宙生物DK           | 酒井あきよし          | 久岡敬史 並里啓次       | 大木雪享 | 辻忠直     |
| 第5話  | 4月27日        | 恋のアンバランス作戦       | 上原正三              | 佐々木正光 並里啓次     | 大木雪享 | 辻忠直     |
| 第6話  | 5月4日         | 金賞ロボの反乱             | 上原正三              | 吉沢孝男 松下健吉       | 大木雪享 | 辻忠直     |
| 第7話  | 5月11日        | 男ゴリロボ一番手柄         | 上原正三              | 並里啓次                | 菊池城二 | 辻忠直     |
| 第8話  | 5月18日        | 青葉学園のかぐや姫         | 上原正三              | 森下孝三 並里啓次       | 大木雪享 | 辻忠直     |
| 第9話  | 5月25日        | 怪盗X・哲也が二人          | 上原正三              | （新田義方） 松下健吉   | 塩沢洪元 | 辻忠直     |
| 第10話 | 6月1日         | ダン子先生の恋愛旅行       | 酒井あきよし          | 明比正行 並里啓次       | 大木雪享 | 辻忠直     |
| 第11話 | 6月8日         | オーロラに消えたロイド     | 酒井あきよし          | （落合正宗） 並里啓次   | 塩沢洪元 | 辻忠直     |
| 第12話 | 6月15日        | 空飛ぶ不死身くじら         | 上原正三              | 山内重保 松下健吉       | 菊池城二 | 辻忠直     |
| 第13話 | 6月22日        | アルベガス大百科           | 上原正三 酒井あきよし | 森下孝三                | 影山楙倫 | 辻忠直     |
| 第14話 | 6月29日        | ニュー・スーパーアベガ誕生 | 酒井あきよし          | 明比正行 並里啓次       | 大木雪享 | 海老沢一男 |
| 第15話 | 7月6日         | アルベガスの秘密を探れ!    | 酒井あきよし          | （落合正宗） 伊東政雄   | 金子一   | 海老沢一男 |
| 第16話 | 7月13日        | 見えない敵を斬る!          | 上原正三              | （佐々木正光） 並里啓次 | 大木雪享 | 海老沢一男 |
| 第17話 | 7月20日        | デリンジャーの母           | 上原正三              | 山内重保 松下健吉       | 大木雪享 | 海老沢一男 |
| 第18話 | 7月27日        | 哲也の花嫁は15才           | 上原正三              | 森下孝三 松下健吉       | 塩沢洪元 | 海老沢一男 |
| 第19話 | 8月3日         | 俺たちの愛した番長         | 酒井あきよし          | 明比正行 並里啓次       | 大木雪享 | 海老沢一男 |
| 第20話 | 8月10日        | アダム五郎とイブほたる     | 酒井あきよし          | （落合正宗） 伊東政雄   | 金子一   | 海老沢一男 |
| 第21話 | 8月17日        | ロボット大相撲の陰謀       | 上原正三              | 吉沢孝男 松下健吉       | 大木雪享 | 海老沢一男 |
| 第22話 | 8月24日        | バカンスはシャチが一杯!    | 酒井あきよし          | 山内重保 並里啓次       | 大木雪享 | 海老沢一男 |
| 第23話 | 8月31日        | 父と子の神話               | 上原正三              | 松浦錠平 松下健吉       | 大木雪享 | 海老沢一男 |
| 第24話 | 9月7日         | 偉大なるデランの涙         | 上原正三              | 明比正行 並里啓次       | 大木雪享 | 海老沢一男 |
| 第25話 | 9月14日        | アルベガス大放送           | 酒井あきよし 上原正三 | 森下孝三                | 大木雪享 | 海老沢一男 |
| 第26話 | 9月21日        | 悪魔の使者バイオス         | 上原正三              | 有迫俊彦 松下健吉       | 大木雪享 | 海老沢一男 |
| 第27話 | 9月28日        | ダストン将軍の最期         | 上原正三              | （落合正宗） 並里啓次   | 大木雪享 | 海老沢一男 |
| 第28話 | 10月5日        | バイオスを闇に葬れ         | 上原正三              | 吉沢孝男 松下健吉       | 大木雪享 | 海老沢一男 |
| 第29話 | 10月12日       | 襲来! デリンジャー要塞     | 上原正三              | 明比正行 並里啓次       | 大木雪享 | 海老沢一男 |
| 第30話 | 10月26日       | 銀河鉄道パニック           | 上原正三              | 森下孝三 松下健吉       | 大木雪享 | 海老沢一男 |
| 第31話 | 11月2日        | ほたるは熱烈プロレス狂     | 酒井あきよし          | 有迫俊彦 並里啓次       | 大木雪享 | 海老沢一男 |
| 第32話 | 11月9日        | 必殺! 裏町の玉三郎         | 酒井あきよし          | 明比正行                | 大木雪享 | 海老沢一男 |
| 第33話 | 11月16日       | 地獄の家庭教師             | 酒井あきよし          | 伊東政雄                | 森利夫   | 海老沢一男 |
| 第34話 | 11月23日       | 哀しき恋の戦士             | 酒井あきよし          | （落合正宗） 松浦錠平   | 大木雪享 | 海老沢一男 |
| 第35話 | 11月30日       | 胸キュン宝探し             | 酒井あきよし          | 山内重保 並里啓次       | 大木雪享 | 海老沢一男 |
| 第36話 | 12月7日        | 夏子とコロの物語           | 酒井あきよし          | 明比正行                | 大木雪享 | 海老沢一男 |
| 第37話 | 12月14日       | 砂漠の復讐鬼               | 上原正三              | 吉沢孝男 松浦錠平       | 大木雪享 | 海老沢一男 |
| 第38話 | 12月21日       | アフリカに雪が降る         | 酒井あきよし          | 有迫俊彦 松浦錠平       | 大木雪享 | 海老沢一男 |
| 第39話 | 12月28日       | アルベガス大集合           | 酒井あきよし 上原正三 | 森下孝三 並里啓次       | 大木雪享 | 海老沢一男 |
| 第40話 | 1984年 1月4日  | 宇宙からの年賀状           | 酒井あきよし          | （落合正宗） 並里啓次   | 大木雪享 | 海老沢一男 |
| 第41話 | 1月11日        | 総統の戦争ゲーム           | 上原正三              | 山内重保 松浦錠平       | 大木雪享 | 海老沢一男 |
| 第42話 | 1月18日        | 永遠のジュリア             | 上原正三              | 明比正行                | 塩沢洪元 | 海老沢一男 |
| 第43話 | 1月25日        | 愛と死の決闘               | 大川ひろし            | 山内重保 並里啓次       | 大木雪享 | 海老沢一男 |
| 第44話 | 2月1日         | 迫り来るデラン星           | 安藤豊弘              | 明比正行 松浦錠平       | 塩沢洪元 | 海老沢一男 |
| 第45話 | 2月8日         | アルベガスよ永遠に         | 安藤豊弘              | （落合正宗） 並里啓次   | 大木雪享 | 海老沢一男 |

最終回翌週の1984年2月15日から2月29日の3週にわたって、一部既放送分の再放送が実施された。

## 放送局
系列は本放送当時のもの。放送日時は個別に出典が提示されているものを除き1983年9月中旬 - 10月上旬のものとする。
| 放送地域       | 放送局         | 放送日時                                        | 系列                                         | 備考                                                                                 |
| -------------- | -------------- | ----------------------------------------------- | -------------------------------------------- | ------------------------------------------------------------------------------------ |
| 関東広域圏     | テレビ東京     | 水曜 17:55 - 18:25                              | テレビ東京系列                               | 制作局                                                                               |
| 大阪府         | テレビ大阪     | 水曜 17:55 - 18:25                              | テレビ東京系列                               |                                                                                      |
| 愛知県         | テレビ愛知     | 水曜 17:55 - 18:25                              | テレビ東京系列                               | 1983年9月開局からの放送。 また8月下旬のサービス放送時にも先行して第1話が放送された。 |
| 北海道         | 北海道文化放送 | 日曜 10:30 - 11:00                              | フジテレビ系列                               | 1983年5月15日から1984年3月25日まで放送。                                             |
| 岩手県         | テレビ岩手     | 金曜 17:30 - 18:00                              | 日本テレビ系列                               |                                                                                      |
| 宮城県         | 東北放送       | 土曜 17:00 - 17:30                              | TBS系列                                      |                                                                                      |
| 秋田県         | 秋田テレビ     | 火曜 17:00 - 17:30                              | フジテレビ系列                               |                                                                                      |
| 山形県         | 山形テレビ     | 月曜 17:00 - 17:30                              | フジテレビ系列                               |                                                                                      |
| 福島県         | 福島中央テレビ | 水曜 17:00 - 17:30                              | 日本テレビ系列                               | 1983年4月27日から1984年3月14日まで放送。                                             |
| 新潟県         | 新潟放送       | 水曜 17:30 - 18:00                              | TBS系列                                      | 1983年4月27日から1984年3月7日まで放送。                                              |
| 富山県         | 富山テレビ     | 木曜 16:50 - 17:20 木曜 16:00 - 16:30（最終回） | フジテレビ系列                               | 1983年5月19日から1984年3月29日まで放送。                                             |
| 石川県         | 北陸放送       | 月曜 17:00 - 17:30                              | TBS系列                                      | 1983年4月18日から1984年2月27日まで放送。                                             |
| 福井県         | 福井テレビ     | 月曜 17:25 - 17:55                              | フジテレビ系列                               | 1983年4月11日から1984年2月27日まで放送。                                             |
| 山梨県         | テレビ山梨     | 金曜 17:20 - 17:50                              | TBS系列                                      |                                                                                      |
| 長野県         | 信越放送       | 木曜 17:25 - 17:55                              | TBS系列                                      |                                                                                      |
| 静岡県         | 静岡放送       | 金曜 17:30 - 18:00                              | TBS系列                                      |                                                                                      |
| 京都府         | KBS京都        | 月曜 17:55 - 18:25                              | 独立局                                       |                                                                                      |
| 兵庫県         | サンテレビ     | 月曜 17:00 - 17:30                              | 独立局                                       |                                                                                      |
| 和歌山県       | テレビ和歌山   | 水曜 18:30 - 19:00                              | 独立局                                       |                                                                                      |
| 岡山県・香川県 | 岡山放送       | 火曜 17:30 - 18:00                              | フジテレビ系列                               |                                                                                      |
| 広島県         | 中国放送       | 金曜 17:30 - 18:00                              | TBS系列                                      |                                                                                      |
| 愛媛県         | 愛媛放送       | 金曜 16:55 - 17:25                              | フジテレビ系列                               | 現・テレビ愛媛 1984年に放送                                                          |
| 高知県         | テレビ高知     | 火曜 17:00 - 17:30                              | TBS系列                                      |                                                                                      |
| 福岡県         | テレビ西日本   | 土曜 18:00 - 18:30                              | フジテレビ系列                               |                                                                                      |
| 長崎県         | テレビ長崎     | 木曜 17:30 - 18:00                              | フジテレビ系列 日本テレビ系列                |                                                                                      |
| 熊本県         | 熊本放送       | 水曜 17:30 - 18:00                              | TBS系列                                      |                                                                                      |
| 大分県         | 大分放送       | 木曜 17:20 - 17:50                              | TBS系列                                      |                                                                                      |
| 宮崎県         | テレビ宮崎     | 土曜 7:00 - 7:30                                | フジテレビ系列 日本テレビ系列 テレビ朝日系列 |                                                                                      |
| 鹿児島県       | 南日本放送     | 月曜 17:25 - 17:55                              | TBS系列                                      |                                                                                      |
| 沖縄県         | 沖縄テレビ     | 金曜 17:30 - 18:00                              | フジテレビ系列                               |                                                                                      |

## ゲーム
アルベガス
放送終了後の1984年3月に、セガ・エンタープライゼスによりリリースされたアーケードゲーム。内容はいわゆるレーザーディスクゲームと呼ばれるもので、ジャンルはシューティングゲーム。海外では『CYBERNAUT』の題名でバリー＝ミッドウェイから発売。
レーザービームでレプリロイド兵・デリンジャーの戦闘機などを攻撃する。操作システムは『サンダーストーム』のそれに準ずる。また合体方法を地水空の場面に応じてボタンで決定（地上や地中、火中ならマグマ、宇宙、空中ならスペース、海中、水中、氷上ではマリン）、操作が正解ならば特殊武器が使える。操作を誤ったり敵の攻撃を受けたりすると、ミスで自機が一つ減り、自機が無くなるとゲームオーバーとなる。
映像は本作品とアニメ映画『FUTURE WAR 198X年』（1982年）から流用、ゲームのストーリーも本作品のそれに準拠している。筐体は基本的にコックピット及びアップライト式。基板は『アストロンベルト』『スターブレイザー』の流用で、筐体も2作品の改造が登場した。LDゲーム自体が短命だったため、現在は稼働している場所は無いという。また本作品のゲームの筺体は、別のLDゲーム（『サンダーストーム』、『宇宙戦艦ヤマト』）に転用改造されたものもあった。
スーパーロボット大戦X-Ω
バンダイナムコエンターテインメントより、2015年10月から2021年3月まで配信されたスマートフォン向けゲームアプリ。参戦作品のひとつとして登場。
上記以外にも、1992年にバンプレスト（後のバンダイナムコエンターテインメント）から販売されたファミコン用シミュレーションボードゲーム『シャッフルファイト』に、アルベガスが登場した。

## 映像ソフト化
本作品の初ソフト化となるコンプリートDVDが、東映ビデオより2015年7月8日から9月9日にかけて全2巻（各巻4枚組、Vol.1は22話、Vol.2は23話収録）リリースされた。